# Oruscatus davus
Oruscatus davus är en skalbaggsart som beskrevs av Wilhelm Ferdinand Erichson 1847. Oruscatus davus ingår i släktet Oruscatus och familjen bladhorningar. Inga underarter finns listade i Catalogue of Life.